# Хо Гуан
Хо Гуа́н (умер в 68 г. до н. э.) (кит. 霍光), имя в детстве Цымэн (子孟) — влиятельный китайский сановник времён империи Западная Хань, который длительное время исполнял обязанности регента. Его приводят в пример как сановника, который, действуя в интересах государства и отвергая личную выгоду, смог сместить императора и разыскать достойного претендента на трон. Он приходился сводным братом генерала Хо Цюйбина.

## Служба при императореУ-ди
Ранняя карьера Хо Гуана не освещена в документах, известно, что в 88 году до н. э. он уже обладал достаточно высокими титулами фэнчэ-дувэй (奉車都尉) и гуанлу дафу (光祿大夫). Когда У-ди перед смертью назначил наследником своего младшего сына Люй Фулина (ставшего потом императором Чжао-ди), он назначил трёх ко-регентов — Хо Гуана, Цзинь-Миди (представителя сюнну) и начальника гвардии Шангуань Цзе (上官桀), но при этом Хо получил титулы дасыма (大司馬) и дацзянцзюн (大將軍), с которыми он должен был возглавить правительство. В 87 году до н. э. император умер, восьмилетний Чжао-ди остался на попечение корегентов. Все три корегента отказались от титула «хоу», который им предложил У-ди.

## Служба при императореЧжао-ди
Зависть старших братьев к Чжао-ди привела к нескольким заговорам против императора. В 86 году до н. э. Лю Дань (劉旦) — старший сын У-ди, носивший титул «Яньский князь» (燕王) — попытался организовать заговор, но после раскрытия заговора он был прощён, предположительно по решению Хо — хотя другие заговорщики были казнены.
В 86 году до н. э. умер сорегент Цзинь Миди. Обострился конфликт Хо и Шангуань Цзе. Однако дочь Хо и сын Шаньгуаня были соединены браком, и их дочь (внучка обоих) была отдана в жёны императору Чжао-ди. Она стала императрицей Шангуань.
В 80 году до н. э. конфликт между Хо и Шангуанем разгорелся снова, Шангуань Цзе и Лю Дань организовали новый заговор и
предъявили императору список обвинений по отношению к Хо. Император не поверил обвинениям, а Хо смог раскрыть заговор и предотвратить попытку переворота. В результате все заговорщики были казнены, а Лю Дань был приговорён к самоубийству.

## Чанъи-вани возведение на тронСюань-ди
В июне 74 до н. э. император Чжао-ди умер в возрасте 21 год, не оставив сыновей, регент Хо Гуан отверг кандидатуру Лю Сюя (劉胥), единственного оставшегося в живых сына императора У-ди, поскольку У-ди считал Сюя слишком импульсивным и не желал видеть его на троне.
Был выбран принц Хэ (Чанъи-ван) как внук У-ди, который немедленно отправился из своей столицы Шаньян (山陽, современный город Цзинин провинции Шаньдун) в императорскую столицу Чанъань, он летел настолько быстро, что лошади его охранников падали замертво от истощения. Ван Цзи предупредил его, что так быстро скакать не стоит в период траура, но принц не обратил внимания. По прибытии он немедленно заказал во дворце особое блюдо из курицы и позвал женщин для развлечений (чего не было дозволено во время траура), на возражения Гун Суя он взвалил вину на начальника своих рабов, который был тут же казнён.
Став императором, Чанъи-ван немедленно стал выдвигать своих друзей из Чанъи, нарушая ритуалы траура и организуя праздники. Гун Суй был сильно недоволен.
Поведение принца огорчило Хо Гуана, он вызвал министра земледелия Тянь Яньняня (田延年), с которым стал обсуждать возможность лишения императора трона. К заговору были привлечёны генерал Чжан Аньши (張安世) и премьер-министр Ян Чан (楊敞).
Группа сановников во главе с Хо Гуаном составила детальный план лишения императора трона, который был осуществлён на 27 день правления. Они принудили большинство высших чиновников согласиться с планом, угрожая казнью, и заручились согласием вдовствующей императрицы Шангуань (по оценкам ей было около пятнадцати лет), которой отводилась основная роль. Император был вызван ко вдовствующей императрице, где уже присутствовали высшие чиновники, и поначалу плохо понимал, что происходит. Императрица в официальном одеянии, украшенная бриллиантами, сидела на троне; по обе стороны от неё стояли чиновники.
Хо Гуан и высшие чиновники поднесли вдовствующей императрице компрометирующие материалы против императора и громко зачитали список из 1127 обвинений, перечислявших все ошибки, допущенные императором за время его правления. В частности:
- Отказ воздержаться от мяса и сексуальных отношений во время траура
- Неумение хранить государственную казну
- Назначение недостойных из своего окружения в Чанъи во время траура
- Организация празднеств и игрищ во время траура
- Подношение жертв своему отцу во время траура по его дяде

Императрица Шангуань одобрила представление об отречении и приказала лишить Хэ титула императора. Стража сопроводила бывшего императора обратно в Чанъи.
Хо Гуан не мог найти среди принцев достойного претендента на трон. Бин порекомендовал ему Бинъи — внука У-ди и сына отвергнутого наследного принца, и этот выбор поддержала вдовствующая императрица Шангуань. Чтобы простолюдин не попал на трон, императрица присвоила ему титул Янъу-хоу, и в тот же день ему была передана императорская печать и трон.

## Служба при императоре Сюань-ди
Император Сюань-ди высоко ценил таланты Хо Гуана, и назначил его родственников и потомков на высокие должности, даровав титулы. Он взял себе в жёны дочь Хо Гуана, однако поначалу не сделал её императрицей, так как у него уже была жена, императрица Сюй и ребёнок он неё, который позднее был назначен наследником престола. В результате интриг семьи Хо доктор отравил императрицу Сюй во время родов, и дочь Хо Гуана стала императрицей.

## Смерть Хо и уничтожение его рода
Хо Гуан умер в 68 до н. э., император и императрица Шангуань построили внушительный мавзолей, Хо Гуан был внесён в список самых высокочтимых сановников. Мавзолей находится недалеко от «китайской пирамиды» в Маолине (кит. 茂陵), где похоронен император У-ди.
Когда император избрал наследником престола сына своей первой жены Сю, тайно умерщвлённой женой Хо Гуана, вдова Хо и другие родственники Хо организовали заговор с целью убить наследника престола, а потом и самого императора. Заговор был раскрыт, и весь клан Хо был казнён, императрица Хо была отстранена, однако при этом император продолжал высоко чтить память самого Хо Гуана.

## Значение в китайской истории
С одной стороны, историки высоко оценивали решительность и профессиональность Хо Гуана, но с другой стороны, отмечали элементы деспотизма, когда насаждение на высшие должности своих родственников привело к заговору и закончилось полным истреблением всего рода Хо.
В последующие века многие китайские сановники, оправдывая свои резкие и авторитарные действия, ссылались на Хо Гуана, хотя при этом далеко не всегда их истинные цели совпадали с интересами государства. Прецедент Хо Гуана позволил многие годы смещать и назначать малолетних императоров по воле опекунов и регентов.